# Placca caraibica
     La Placca caraibica è in rosa corallo, al centro

Mappa delle placche tettoniche della Terra
La Placca caraibica è in rosa corallo, al centro

La placca caraibica è una delle 12 grandi zolle in cui è divisa la litosfera. Confina a nord con la placca nordamericana, a sud-est con la placca sudamericana, a sud con la placca di Nazca e a ovest con la placca di Cocos.
Il margine settentrionale della placca passa attraverso Belize, Guatemala e Honduras e prosegue a sud della costa meridionale di Cuba, a nord di Hispaniola, di Porto Rico e delle Isole Vergini. Una parte della fossa di Porto Rico, che con l'abisso Milwaukee rappresenta la zona più profonda dell'oceano Atlantico, si trova lungo questa linea di subduzione.